# Els secrets de la tomba de Saqqara
Els Secrets de la tomba de Saqqara (2020) és una pel·lícula documental britànica dirigida per James Tovell. La pel·lícula segueix un equip d'arqueòlegs egipcis que descobreix una tomba del segle XXV aC a la necròpolis de Saqqara, a prop del Caire, que havia romàs intacta durant 4400 anys.